# Reinhard Wilmbusse
Reinhard Wilmbusse (* 1. Oktober 1932 in Waddenhausen; † 21. Februar 2014 in Lemgo) war ein deutscher Politiker und nordrhein-westfälischer Landtagsabgeordneter (SPD).

## Leben und Beruf
Nach dem Besuch der Volksschule und des Gymnasiums mit dem Abschluss Abitur legte er 1956 die Rechtspflegerprüfung ab und war bis 1975, zuletzt als Justizamtmann, in diesem Beruf tätig.
Mitglied der SPD war Wilmbusse seit 1965, seit 1975 zudem Mitglied der Gewerkschaft Öffentliche Dienste, Transport und Verkehr.

## Abgeordneter
Vom 28. Mai 1975 bis 30. November 1994 war Wilmbusse Mitglied des Landtags des Landes Nordrhein-Westfalen. Er wurde jeweils in den Wahlkreisen 150 Lippe III bzw. 114 Lippe II direkt gewählt. Während der elften Wahlperiode schied er aus dem Landtag aus, da er in Lemgo hauptamtlicher Bürgermeister wurde.
Dem Stadtrat der Stadt Lemgo gehörte er ab 1969 an und war von 1971 bis 1999 der dortige Bürgermeister.
Reinhard Wilmbusse starb in der Nacht zum 21. Februar 2014 in Lemgo.

## Ehrungen
- 1980: Verdienstkreuz am Bande der Bundesrepublik Deutschland
- 1987: Verdienstkreuz 1. Klasse der Bundesrepublik Deutschland